# Westheim
Westheim é um município da Alemanha, situado no distrito de Weißenburg-Gunzenhausen, no estado da Baviera. Tem 28,32 km² de área, e sua população em 2019 foi estimada em 1.169 habitantes.